# IKCO Paykan
El IKCO Paykan (en persa: خودرو پیکان‎, y localmente en persa: پيکان‎) fue un modelo de automóvil producido por el fabricante iraní Iran Khodro (anteriormente llamado "Iran National Industrial Group"). Este coche fue muy popular en Irán desde finales de los 1960 hasta mediados de los 90. A veces se suele referirse a éste auto como "la carroza iraní".

## Historia

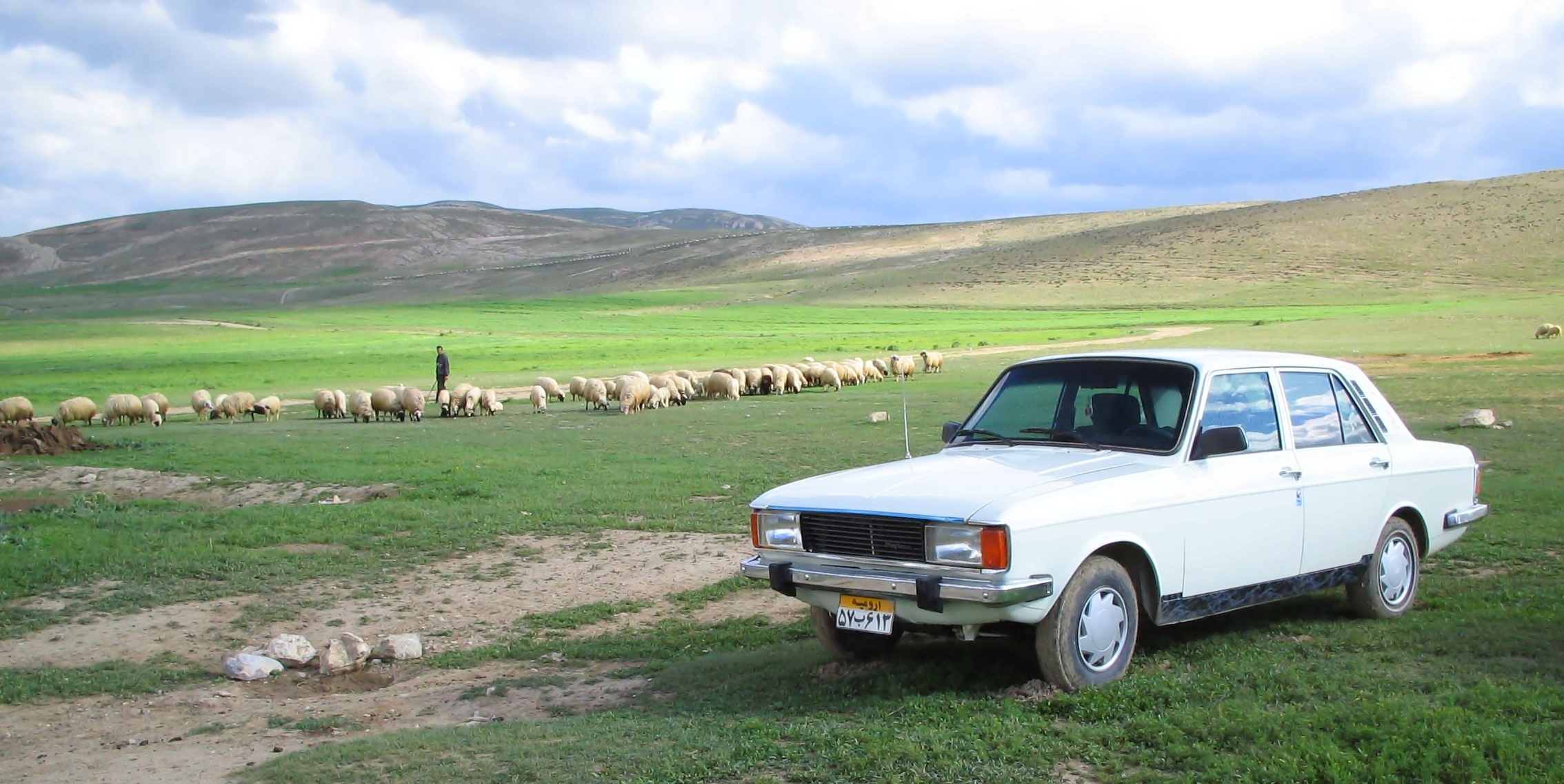
Un Paykan visto en el paisaje.

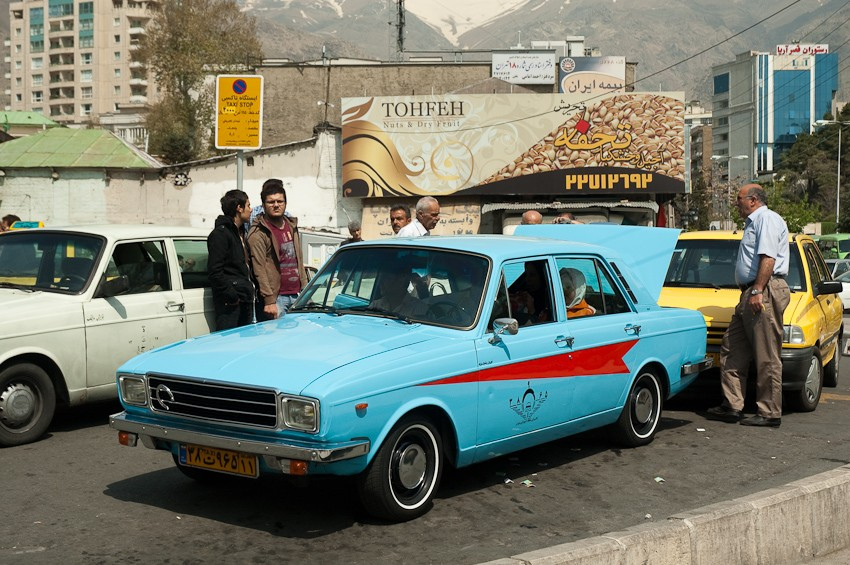
Un taxi Paykan en la plazoleta Tajrish, en Teherán.

El diseño del IKCO Paykan se basa en el Hillman Hunter modelo 1967, el cual fue hecho originalmente y fabricado por el consosrcio industrial británico Rootes Group. El diseño del Paykan fue introducido a Irán por Mahmoud Khayami, cofundador y propietario de la firma Iran Khodro (anteriormente llamado "Iran National Industrial Group"), que predijo acertadamente que Irán necesitaba de un automóvil y no una simple "improvisación" en el rango de precios que fuera asequible para el público en general.[cita requerida]
Ya en 1967, la firma Rootes inicia la exportación de los kits de los Hunter a las instalaciones de la Iran Khodro (en conjuntos "complete knock down o CKD's"), para su ensamblaje en Irán. En 1972, sólo se veían rodar por las calles de Irán en su grueso automóviles Paykan. A mediados de 1970, la producción total y a gran escala del coche, menos el motor, se iniciaron ya en Irán. 
Como el Paykan se basó en un modelo datado en 1966, a lo largo de su producción se le hicieron grandes y profundas modificaciones, siendo la más notable la substitución de su motor, del original con cilindraje de 1725 cc  de la firma Rootes, por un motor derivado del diseñado por Peugeot. Las modificaciones a sus exteriores incluyeron nuevos adornos y nuevas luminarias de cola y faroles delanteros. En 1978, Peugeot tomó control total sobre las operaciones de la Rootes después de su colapso bajo la propiedad de la Chrysler Europe; un año después; Peugeot concluyó de manera definitiva la producción del Hunter. Empero, la producción de motores para el Paykan se trasladó a Irán y se siguió fabricando a gran escala bajolicencia de la Peugeot hasta que su producción concluyó en el 2005.
El gobierno iraní reportó que había ofrecido a la firma Iran Khodro un gran incentivo monetario para cerrar las líneas de producción del Paykan en el 2005, tras considerar a este automóvil como un riesgo para el medio ambiente a causa de su muy alta tasa de consumo de combustible, sus niveles de emisión de gases y sus muy obsolescentes tecnologías de manufactura. Durante los últimos años, las ventas de sus partes y unidades remanentes se siguieron dando por dos años más.[cita requerida]

### Reemplazo
Al Samand, se le suelen referir comúnmente como el "Nuevo Paykan", y es actualmente producido por Iran Khodro como un sustituto moderno para la clase de vehículos Paykan. En el año 2005, Iran Khodro anunció que descontinuaría el Paykan, ya que sus materiales y máquinas para producción habían sido vendidos a la Sociedad sudanesa para vehículos de transporte en Sudán, sienlo las partes para su producción manufacturadas todavía por los autopartistas de Irán, pero sustituyéndose paulatinamente por partes de producción local.